# Schnick Schnack Schnuck
Schnick Schnack Schnuck ist eine pornografische Komödie aus dem Jahr 2015, die auf dem Wege des Crowdfundings finanziert wurde.

## Handlung
Felix, der mit seinem Freund Kai auf ein Konzert fahren möchte, wird von seiner Freundin Emmi in das Wochenende verabschiedet. Die beiden jungen Männer treffen durch ein Missgeschick von Kai auf die WG-Bewohnerinnen Steffi und Anke und verschieben die Abfahrt um einen Tag. Es kommt zum Sex. Parallel dazu nimmt Felix’ Freundin Emmi Kontakt zu ihrer Schulfreundin Magda auf, besucht sie und tauscht intime Zärtlichkeiten aus. Am Abend nimmt Emmi an einer von Magda in einer Kneipe veranstalteten Party teil, zu der auch Steffi, Anke und die beiden Freunde eintreffen. Dort wird Schnick Schnack Schnuck gespielt, der Verlierer hat eine Aufgabe sexueller Art zu erfüllen, was sich am Ende zum Gruppensex entwickelt.

## Hintergrund
Nach dem Film Häppchenweise ist Schnick Schnack Schnuck das zweite pornografische Filmprojekt von Maike Brochhaus und Sören Störung. Beide Filme sind Low-Budget-Produktionen und wurden über die Crowdfunding-Plattform Startnext finanziert.
Der als FSK 18 deklarierte Film ist ausschließlich mit Laiendarstellern besetzt. Sie wurden nach einer Suchanfrage, auf die sich online beworben werden konnte, und nach einer zwischenzeitlichen Vorauswahl von knapp dreißig Bewerbern zum persönlichen Kennenlernen, ausgewählt und arbeiteten ohne Bezahlung. Im Nachspann werden sie teilweise nur mit ihren Vornamen genannt. Die genannten Namen entsprechen mindestens teilweise nicht den tatsächlichen. Regieanweisungen gab es nur bis zu den Sexszenen. Danach waren die Darsteller „sich selbst überlassen“. Thematisiert wurden offene Beziehung, Partnertausch, gleichgeschlechtliche Liebe, Vertrauen und Eifersucht.
Die Dreharbeiten fanden im September 2014 in Köln statt. Der Film eröffnete das Pornfilm Festival 2015 in Berlin, wo Brochhaus als „Best Director 2015“ ausgezeichnet wurde. Der Film wurde auf DVD und als Download veröffentlicht.

## Kritik
Andreas Hauri von 20min.ch sieht den von der Regisseurin eingeforderten Blick über den Tellerrand von Anfang an, indem Steffi Kai auffordert „Blas mir doch einen“. „Das Spiel mit den Geschlechter-Stereotypen“ setze sich den ganzen Film hindurch fort. „Starke Frauen verführen lustvoll die etwas verwirrt und schusselig wirkenden Männer,“ die sich verwöhnen lassen. Das sei noch lange nicht feministisch, denn auch „die Heteros oder Homosexuellen kommen auf ihre Kosten“.